# Wowoni

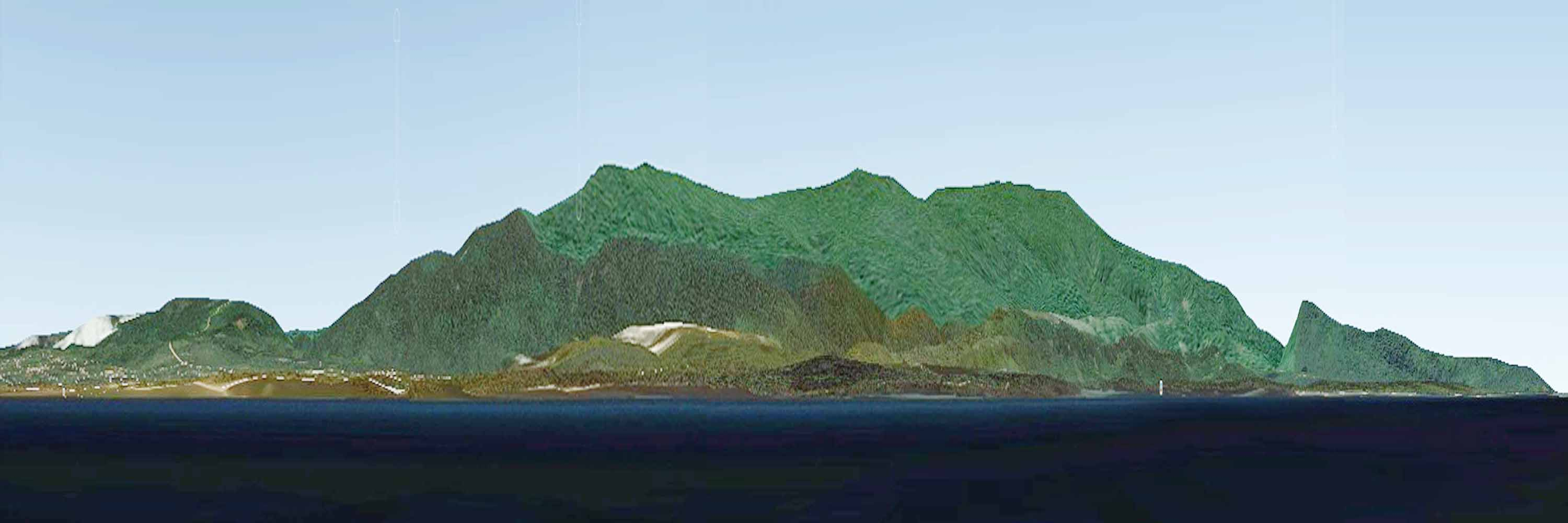
Wawonii

Wowoni (indonesiano: Pulau Wowoni, detta anche Wawoni o Wawonii) è un'isola dell'Indonesia.

## Geografia
L'isola di Wowoni è posizionata nel Mare di Banda a sud della penisola sud-orientale di Sulawesi e separata dall'isola di Buton dall'omonimo stretto.
Il clima è tropicale umido. L'isola è ricoperta di foreste pluviali tropicali a foglia larga. La religione prevalente è l'Islam, mentre la lingua principale è il dialetto Wawonii parlato da circa 30.000 persone sia sull'isola omonima che su quella vicina di Menui.